# Маруљ
Маруљ (мкд. Марул) је насеље у Северној Македонији, у јужном делу државе. Маруљ припада општини Прилеп.

## Географија
Насеље Маруљ је смештено у јужном делу Северне Македоније. Од најближег већег града, Прилепа, насеље је удаљено 25 km јужно.
Маруљ се налази у средишњем делу Пелагоније, највеће висоравни Северне Македоније. Село је смештено у источном делу поља. Источно од њега издиже се Селечка планина. Надморска висина насеља је приближно 740 метара.
Клима у насељу је планинска због знатне надморске висине.

## Становништво
По попису становништва из 2002. године Маруљ је имао 25 становника.
Претежно становништво у насељу су етнички Македонци (100%).
Већинска вероисповест у насељу је православље.